# Lars Lückemeier
Lars Lückemeier (* 20. September 1994 in Germersheim) ist ein deutscher Volleyball- und Beachvolleyballspieler.

## Karriere Hallen-Volleyball
Lückemeier spielte in seiner Jugend Hallenvolleyball beim SV Ettlingen und wechselte 2008 zur VSG Mannheim, wo er in der Bezirksliga und in der Landesliga zum Einsatz kam. Anschließend spielte der Außenangreifer in der Regionalliga Süd mit der zweiten Mannschaft des TV Bühl, mit der er sich 2012 für die neugeschaffene 3. Liga Süd qualifizierte. Lückemeier wechselte dann zum SV Fellbach, mit dem er bis 2016 in der 2. Bundesliga Süd spielte. Wegen langwieriger Verletzungen musste er häufiger pausieren und kam phasenweise auch als Libero zum Einsatz. Von 2019 bis 2022 spielte er beim SV Fellbach in der 3. Liga Süd.

## Karriere Beachvolleyball
2009 begann Lückemeier mit dem Beachvolleyball. An der Seite von Nick Woronow gewann er 2010 den U17-Bundespokal in Damp und wurde  in Grimma deutscher U17-Meister. Ein Jahr später wurden Lückemeier/Woronow in Grimma deutsche U18-Vizemeister. 2013 startete Lückemeier zusammen mit Tim Holler auf Turnieren in Süddeutschland. 2014 und 2015 war Mirko Schneider auf der nationalen Smart Beach Tour sein Standardpartner. 2016 fiel Lückemeier fast die gesamte Saison verletzt aus. 2017 erreichte er zusammen mit Alexander Walkenhorst beim Smart Beach Cup in St. Peter-Ording Platz zwei und bei der deutschen Meisterschaft in Timmendorfer Strand Platz fünf. 2018 war Tim Holler erneut sein Partner. Holler/Lückemeier wurden auf der Techniker Beach Tour in St. Peter-Ording Zweite und bei der deutschen Meisterschaft Vierte.
2019 hatte Lückemeier keinen festen Partner. Als Ersatz für den verletzten Alexander Walkenhorst gewann er mit Sven Winter auf der Techniker Beach Tour das Turnier in Dresden.